# Liliana Rodrigues
Liliana Rodrigues, née le 13 avril 1973 à Funchal, est une femme politique portugaise, membre du Parti socialiste (PS).